# Whaleyville, Maryland
Whaleyville, Maryland (енгл. Whaleyville) насељено је место без административног статуса у америчкој савезној држави Мериленд.

## Демографија
По попису из 2010. године број становника је 149, што је 25 (20,2%) становника више него 2000. године.
| Група             | 2000.       | 2010.       |
| Белци             | 118 (95,2%) | 138 (92,6%) |
| Афроамериканци    | 3 (2,4%)    | 8 (5,4%)    |
| Азијати           | 0 (0,0%)    | 0 (0,0%)    |
| Хиспаноамериканци | 3 (2,4%)    | 1 (0,7%)    |
| Укупно            | 124         | 149         |